# Ma-KING Concert'97
『Ma-KING Concert'97』（マーキング・コンサート・ナインティーセブン）は、奥井雅美の初のライブ映像作品である。
1997年12月22日にVHSとLDが、2000年8月23日にDVDがスターチャイルド（キングレコード）から発売・販売された。

## 概要
- 内容は1997年10月10日に行われたMasami Okui Ma-KING Concert '97の東京公演2日目の模様を中心に間に奥井本人のインタビュー映像が挿入されたもの。
- 実際にライブで演奏された順番と収録順が多少異なる。また演奏されたカバー曲の「魂のルフラン」はカットされている。
- 「Get along」は、特に表記はないが奥井のソロボーカルバージョンである。
- LD版はchapter.1〜11までをAサイド、chapter.12〜23までをBサイドに収録している。
- 23トラック目の「そうだ、ぜったい。」は2回目のアンコールで撮影された映像を元に作成されたプロモーションビデオである。

## 演奏会場
- 東京 日本青年館 （1997年10月10日）

## 収録内容
1. 〜PROLOGUE〜 虹のように [prismix]
2. endless life
3. spicy essence
4. Shake it
5. Mask
6. 〜INTERVIEW〜
7. spirit of the globe
8. Presious wing
9. J
10. 邪魔はさせない
11. 〜INTERVIEW〜
12. more than words〜in my heart〜
13. A&C
14. Get along
15. REINCARNATION
16. 〜INTERVIEW〜
17. I can't [acoustic ver.]
18. 輪舞-revolution
19. そうだ、ぜったい。
20. naked mind
21. 〜INTERVIEW〜
22. 風に吹かれて
23. bonus track そうだ、ぜったい。

## 参加ミュージシャン
ROYAL STRAIGHTS
- ドラム：佐藤強一
- ベース：住吉中
- ギター：中川雅也
- ギター：渡辺格
- キーボード：大平勉
- サックス：藤陵雅裕
- トランペット：佐々木史郎
- トランペット：木幡光邦
- トロンボーン：橋本佳明
- コーラス：松岡奈穂美
- コーラス：田中耕作
- ダンサー：山城陽子
- ダンサー：稲垣亜矢

- ゲストボーカル：松村香澄